# Heteropoda laurae
Heteropoda laurae là một loài nhện trong họ Sparassidae.
Loài này thuộc chi Heteropoda. Heteropoda laurae được Peter Jäger miêu tả năm 2008.